# Altamiratrupial
Altamiratrupial (Icterus gularis) är en fågel i familjen trupialer inom ordningen tättingar. Den förekommer från södra Texas i USA söderut till Nicaragua.

## Kännetecken

### Utseende
Altamiratrupialen är en stor (23–25,5 cm) och bastant Icterus-trupial med kraftig och rak, mestadels svart näbb. Den är bjärt orangefärgad på huvud, undersida, övergump och mellersta täckarna, medan den är svart på strupe, tygel, rygg och stjärt. Vingarna är också svarta med ett tydligt vitt vingband. Liknande fläckbröstad trupial har svarta fläckar på bröstet och breda vita tertialkanter, men saknar det vita vingbandet. Den mycket mindre palmtrupialen har mer utbrett svart på strupen och vita, ej orangefärgade, mellersta täckare.

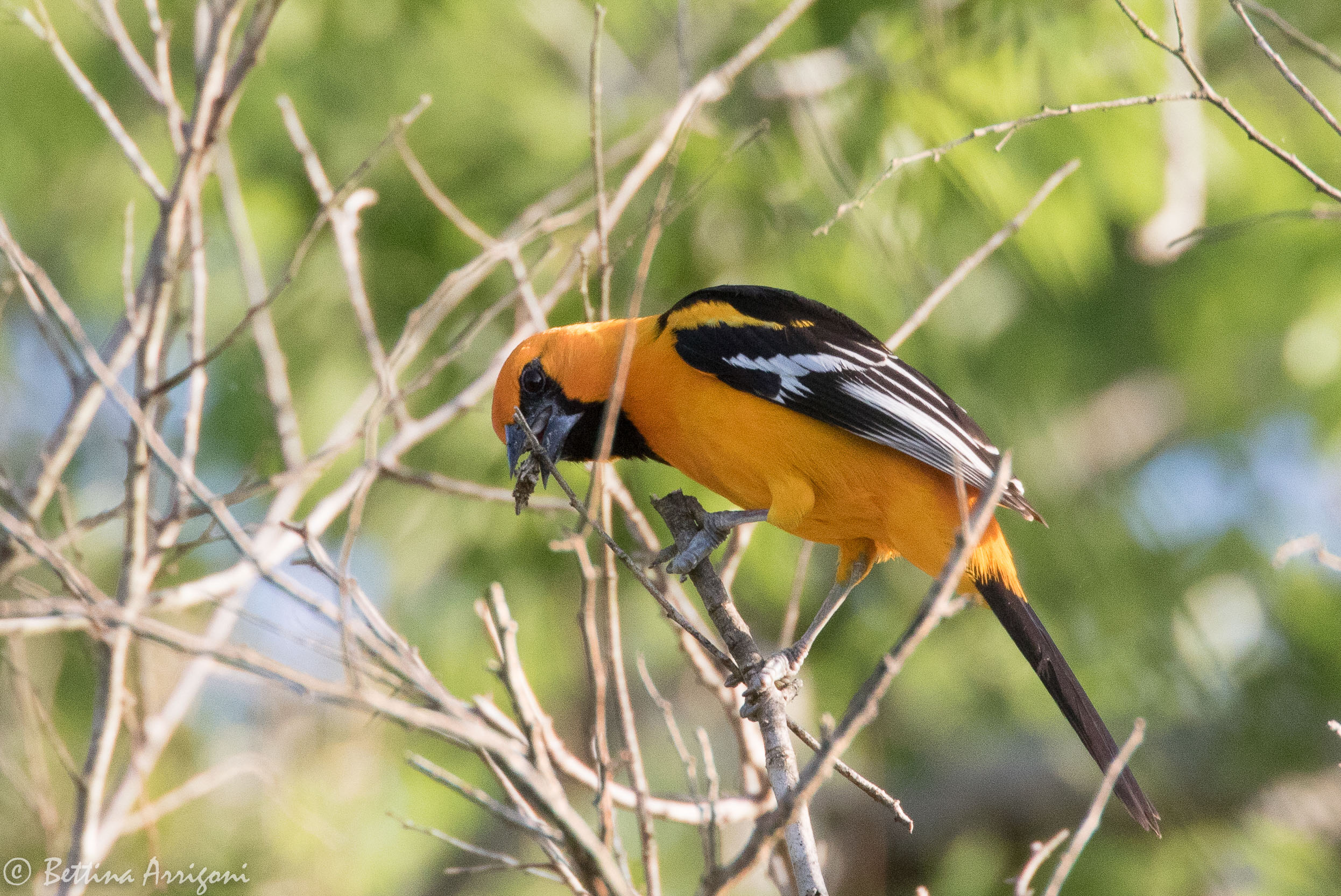

### Läten
Sången är långsam och enkel, bestående av en serie med låga enstaviga visslingar: "tooo tooo tooo teeeo tow tow". Lätet beskrivs som ett kort visslande "TIHoo". Även nasala och hesa "griink" hörs.

## Utbredning och systematik
Altamiratrupial delas in i sex underarter med följande utbredning:
- Icterus gularis tamaulipensis – södra Texas (nedre Rio Grandes floddal) till sydöstra Mexiko (Campeche)
- Icterus gularis flavescens – kustnära sydvästra Mexiko (Guerrero)
- Icterus gularis yucatanensis – sydöstra Mexiko (Yucatánhalvön och Cozumel) och i nordligaste delen av Belize
- Icterus gularis gularis –torra tropiska södra Mexiko (Oaxaca) till Guatemala och El Salvador
- Icterus gularis troglodytes – södra Mexiko (i sydligaste delen av Chiapas) och längs Stilla havskusten i Guatemala
- Icterus gularis gigas – det inre av södra Guatemala, Honduras och västra delen av centrala Nicaragua

Vissa inkluderar tamaulipensis, yucatanensis och troglodytes i taxonet mentalis samt inkluderar gigas i gularis.

## Levnadssätt
Altamiratrupialen hittas i öppen och torr skog med tät undervegetation, gärna med inslag av Mimosa. Den ses ensam eller i par, på jakt efter insekter, larver, frukt och nektar. Arten häckar från slutet av april till augusti i USA och nordöstra Mexiko, maj till juli i Oaxaca och mars–juni i El Salvador.

## Status och hot
Arten har ett stort utbredningsområde och en stor stabil population. Utifrån dessa kriterier kategoriserar internationella naturvårdsunionen IUCN arten som livskraftig (LC). Beståndet uppskattas till i storleksordningen fem till 50 miljoner vuxna individer.

## Namn
Altamira är namnet på en kommun i delstaten Tamaulipas i östra Mexiko